# 巴西聖保羅州足球聯賽
圣保罗州足球联赛，是巴西圣保罗州的职业足球联赛。圣保罗州足球联赛成立于1902年，为巴西历史上最早的联赛，亦是巴西最著名的州聯賽。2025年巴西甲組足球聯賽便有6支球隊位於圣保罗州。
圣保罗州足球联赛分为A1、A2、A3、B、B2、B3六个级别。A1（甲级）为最高级别联赛，目前有16支球队，它們會分為4個小組，並與不同小組的球隊對賽一次，共12場小組賽，每組首兩名球隊晉級八強，進行單場制淘汰賽。積分最低兩隊（不限小組）降級到A2聯賽。每个赛季通常从1月到4月份举行。
圣保罗州足球联赛最著名的球队有科林蒂安、帕尔梅拉斯、桑托斯、圣保罗等。

## 外部連結
- Home of the FPF （页面存档备份，存于）
- Paulistão Play - Official online platform for transmission （页面存档备份，存于）
- Paulistão （页面存档备份，存于） at Facebook
- Paulistão （页面存档备份，存于） at YouTube
- Paulistão （页面存档备份，存于） at Twitter
- Paulistão at Instagram